# День труда (США)
День труда (англ. Labor Day) — национальный праздник в США, отмечаемый в первый понедельник сентября.

## История
Впервые отмечался в штате Нью-Йорк в 1882 году по инициативе «рыцарей труда» (англ. Knights of Labor). В 1894 году Конгресс США сделал День труда федеральным праздником. После этого все 50 штатов сделали День труда официальным праздником.
Традиционно День труда в США отмечается большинством американцев как символический конец лета; празднуется в первый понедельник сентября с 1882 года. Форма празднования Дня труда была предложена как уличный парад в 1880 году, который представляет «силу и солидарность торговых и профсоюзных организаций», после чего проводится фестиваль для работников и их семей. Выступления выдающихся мужчин и женщин были введены позже, а основной упор был сделан на экономическое и гражданское значение праздника. Но позже, по решению конвенции Американской федерации труда 1909 года, воскресенье, предшествующее Дню труда, было принято как Трудовое воскресенье, посвящённое духовным и образовательным аспектам трудового движения.
В брошюре министерства труда США, посвящённой Дню труда, говорится: «Этот праздник родился в результате движения американских трудящихся. Он стал общенациональным потому, что страна считает должным ежегодно с благодарностью отметить вклад, который американские трудящиеся внесли и продолжают вносить в ту мощь, богатство и благосостояние, которое стало достоянием нашего народа».